# Микулич, Звонимир
Звонимир Микулич (хорв. Zvonimir Mikulić; 5 февраля 1990, Осиек, Хорватия) — хорватский футболист, вратарь болгарского клуба «Левски».

## Карьера
Звонимир с девяти до 27 лет представлял хорватский клуб «Осиек». Именно в футбольной школе Осиека, родного для него города, Звонимир прошёл путь к профессиональному футболу. В высшем дивизионе Хорватии дебютировал 12 мая 2012 года в игре против «Задара», а с 2013 года был основным голкипером и всего сыграл более 100 матчей. Его клуб в этот период не поднимался выше четвёртого места.
1 июля 2017 года на правах аренды перешёл в молдавский «Шериф». После нового года тренировался с родным клубом «Осиек». 12 февраля 2018 года подписал полноценный контракт с «Шерифом» на три года.
В январе 2021 года стал игроком болгарского «Левски».
Привлекался в различные национальные сборные, однако, во взрослую команду, ввиду большой конкуренции на вратарской позиции, приглашение пока не получил.